# Tony Parsons (gitarrist)
Tony Parsons var gitarrist i Iron Maiden i slutet av 1979. Parsons var bara med i bandet i 10 veckor, och han var bara en i raden av flera gitarrister som gjorde korta inhopp i Iron Maiden. Han hann dock göra en inspelning med bandet, en radioshow som senare släpptes på samlingsalbumet Eddie's Archives